# Салгаду Филью (аэропорт)
Международный аэропорт Салгаду Филью (порт. Aeroporto Internacional Salgado Filho; Код ИАТА: POA) — аэропорт, обслуживающий город Порту-Алегри, Бразилия. Назван в честь сенатора и первого министра бразильских воздушных сил Жоакима Педру Сальгаду Филью (Joaquim Pedro Salgado Filho; 1888—1950), погибшего в результате авиакатастрофы 20 июня 1950 года.
В 2009 году аэропорт занимал 7-е место с точки зрения транспортируемых пассажиров, 9-е с точки зрения эксплуатаций самолёта, и 10-е с точки зрения перевозки груза, обработанного в Бразилии, тем самым заняв место среди самых загруженных аэропортов в стране.
Управляется компанией Infraero.

## История
Аэропорт Салгаду Филью первоначально имел название аэропорт Сан-Жуан (São João), что означает место, где он расположен. В начале это был аэроклуб, где происходило приземление первых рейсов 31 мая 1923 года.
12 октября 1951 года название Сан-Жуан было переименовано в Салгаду Филью в честь сенатора и министра, который погиб в авиакатастрофе.
В 1953 году старый терминал был отдан для обслуживания бразильской авиакомпании VARIG, а также был открыт новый пассажирский терминал. Этот новый терминал теперь известен как пассажирский терминал 2.
Терминал 2 подвергся главным реконструкциям и расширениям с 1969 по 1971 года, но вскоре был построен другой совершенно новый терминал, известный теперь как «Пассажирский терминал 1», т.к. аэропорт был неспособен справиться с увеличивающейся пропускной способностью. Датой открытия терминала 1 стало 11 сентября 2001 года. Терминал 2 стал недогруженным грузовыми услугами и гражданской авиацией.
Однако, чтобы справиться с увеличивающимся пассажирским движением в аэропорту, 8 сентября 2010 года было принято решение отремонтировать терминал 2 и вернуть его для использования пассажирами.

## Данные
- Общая площадь аэропорта: 3 805 810.04 м².
- Площадь авиационного сектора (Pátio das aeronaves) 142 750 м².
- Терминал 1: 37 600 м² и 16 ворот с телескопическими трапами.
- Терминал 2: 15 540 м².

Перед терминалом 1 есть автостоянка с 1 440 местами для парковки.
Терминал 1 является первым сооружением в Латинской Америке с торговым центром.

## Авиалинии и направления
Национальные
| Авиалинии | Назначения |
| --------- | --- |
| Azul      | Кампинас, Навегантис, Рио-де-Жанейро (Сантос-Дюмон) Белу-Оризонти (Танкреду Невес), Салвадор, Гояния, Ресифи, Форталеза |
| Gol/VARIG | Белу-Оризонти (Танкреду Невес), Бразилиа, Кампинас, Куритиба, Кампу-Гранди, Куяба, Жуан-Песоа (Кастру Пинту), Флорианополис, Ильеус (ожидание разрешения), Лондрина, Манаус, Порту-Велью, Ресифи, Рио-де-Жанейро (Галеан) и Сан-Паулу (Конгоньяс и Гуарульос) |
| NHT       | Куритиба, Касадор, Эрешин, Жоасаба, Санту-Анжелу, Санта-Мария, Санта-Роза, Пелотас, Пасу-Фунду и Уругуаяна |
| TAM       | Белу-Оризонти (Танкреду Невес), Бразилиа, Кампинас, Куритиба, Флорианополис, Форталеза, Манаус, Рио-де-Жанейро (Галеан), Ресифи, Сан-Паулу (Конгоньяс и Гуарульос) и Салвадор                                                                                 |
| TRIP      | Кампу-Гранди, Фос-ду-Игуасу, Лондрина, Крисиума, Жоинвили, Маринга, Куяба, Сан-Паулу (Гуарульос), Белу-Оризонти (Танкреду Невес) |
| Webjet    | Белу-Оризонти (Танкреду Невес) (с 02.12), Бразилиа, Куритиба, Фос-ду-Игуасу (с 02.12), Форталеза, Навегантис (с 02.12), Рио-де-Жанейро (Галеан и Сантос-Дюмон), Ресифи, Сан-Паулу (Конгоньяс и Гуарульос), Салвадор и Рибейран-Прету (с 02.12.2010)           |
| Passaredo | Гояния (Санта-Женевьева), Рибейран-Прету (Рибейран-Прету) и Сан-Жозе-ду-Риу-Прету |

Международные
| Авиалинии             | Назначения                                                                                           |
| --------------------- | --- |
| Andes Líneas Aéreas   | Буэнос-Айрес (чартер)                                                                                |
| Aerolineas Argentinas | Буэнос-Айрес (Международный аэропорт Хорхе Ньюбери)                                                  |
| BQB Lineas Aereas     | Пунта-дель-Эсте, Монтевидео и Ривера                                                                 |
| Gol/VARIG             | Буэнос-Айрес (Международный аэропорт Эсейса имени министра Пистарини), Кордова, Монтевидео и Росарио |
| PLUNA                 | Монтевидео                                                                                           |
| TACA Perú             | Лима                                                                                                 |
| TAM                   | Буэнос-Айрес (Международный аэропорт Эсейса имени министра Пистарини)                                |

## Количество пассажиров
| Год           | Количество пассажиров |
| ------------- | --------------------- |
| 2003          | 2 880 680             |
| 2004          | 3 215 545             |
| 2005          | 3 521 204             |
| 2006          | 3 846 508             |
| 2007          | 4 444 748             |
| 2008          | 4 931 464             |
| 2009          | 5 607 703             |
| сентябрь 2010 | 4 837 933             |

## Общественный транспорт
Аэропорт расположен в 6 км от центра города Порту-Алегри.
Услуги такси и автобусные сообщения доступны от терминала 1. Перед терминалом 2 есть станция метро Порту-Алегри, которая соединяет аэропорт с центром города Порту-Алегри.
Терминал 1 и Терминал 2 (теперь используемый для гражданской авиации) связаны частым челночным обслуживанием.

## Будущие разработки
31 августа 2009 года Infraero представил план модернизации международного аэропорта Салгаду Филью, сосредоточившись на приготовлениях к чемпионату мира по футболу 2014 года, который будет проходить в Бразилии.
В результате увеличения пассажиров 8 сентября 2010 года было решено, чтобы Терминал № 2, который использовали для грузовых операций, будет использоваться в качестве пассажирского терминала. Работы по реконструкции были завершены в середине 2011 года.

## Галерея

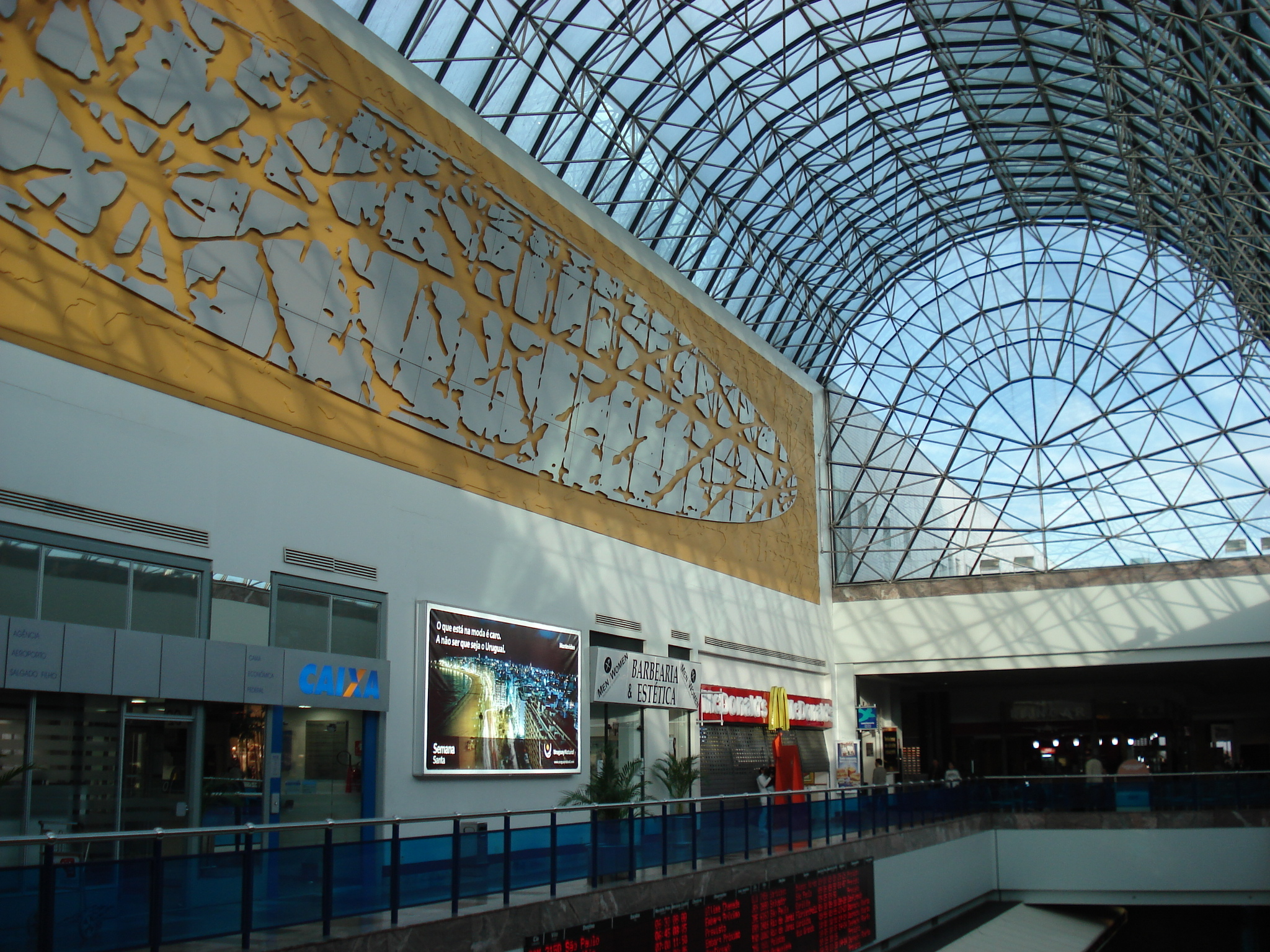
Внутренний вид аэропорта
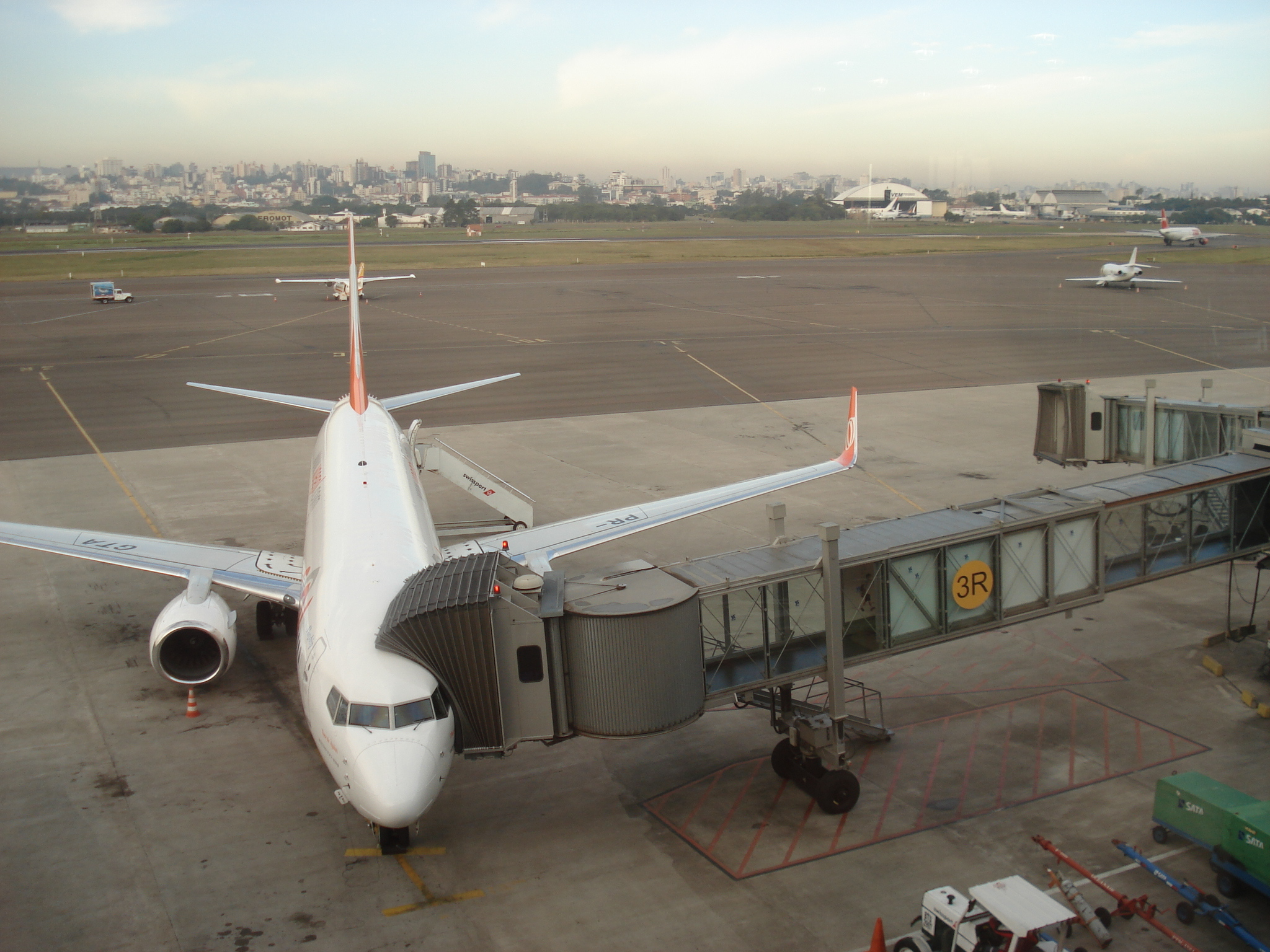
Вид на взлётно-посадочную полосу
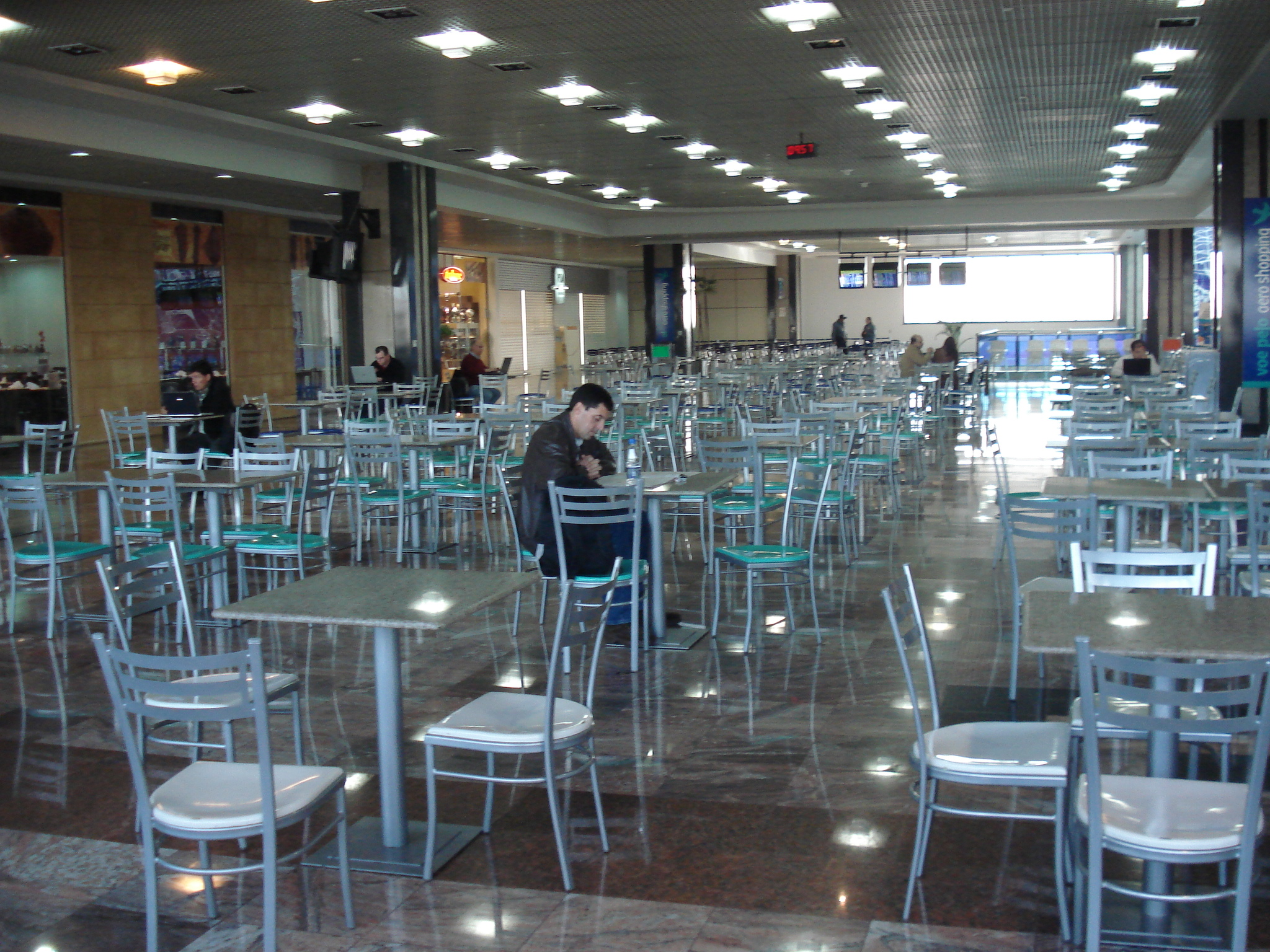
Ресторан в аэропорту
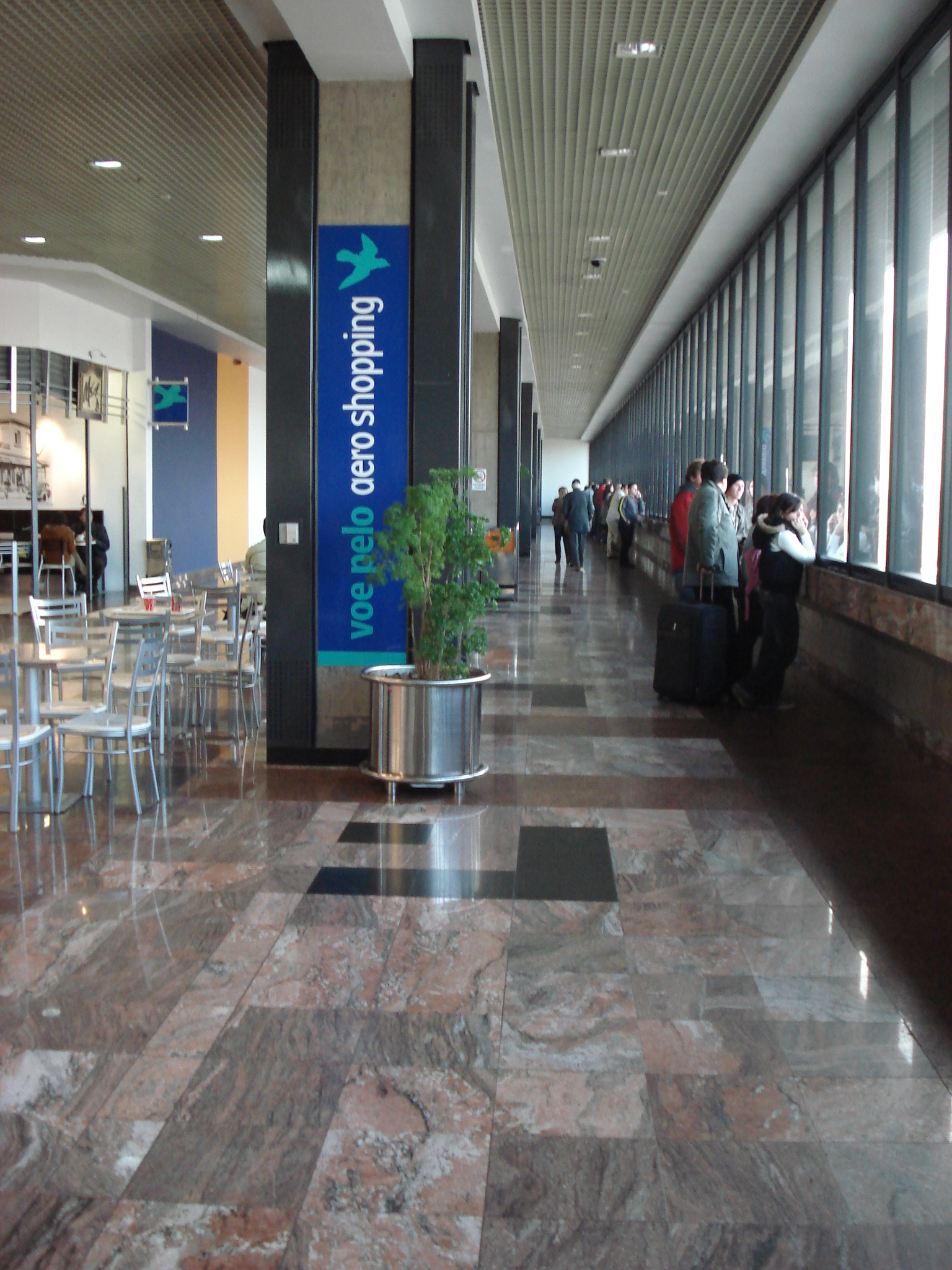
Панорамное окно для наблюдения за прибывающими самолётами
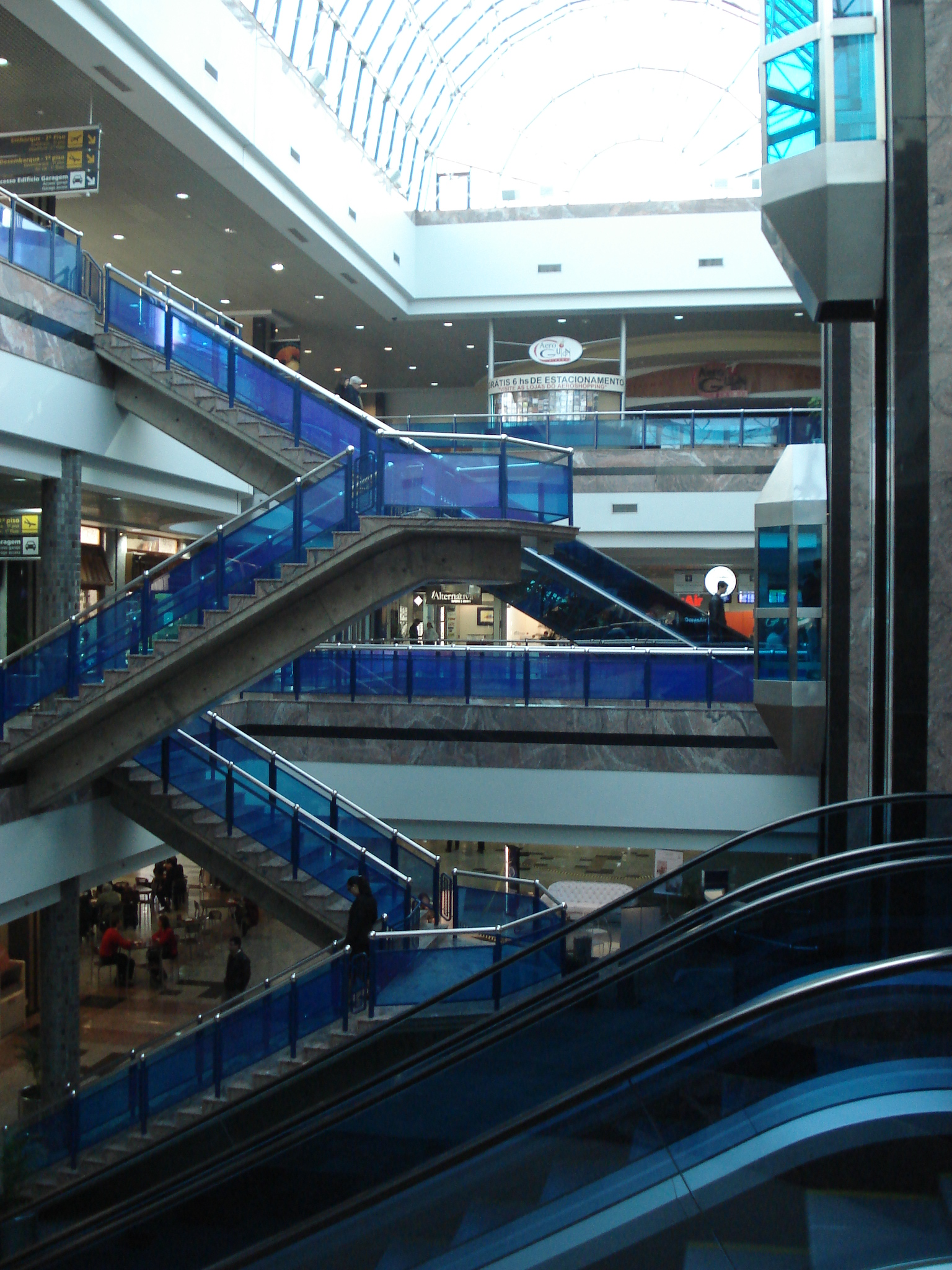
Три этажа здания аэропорта
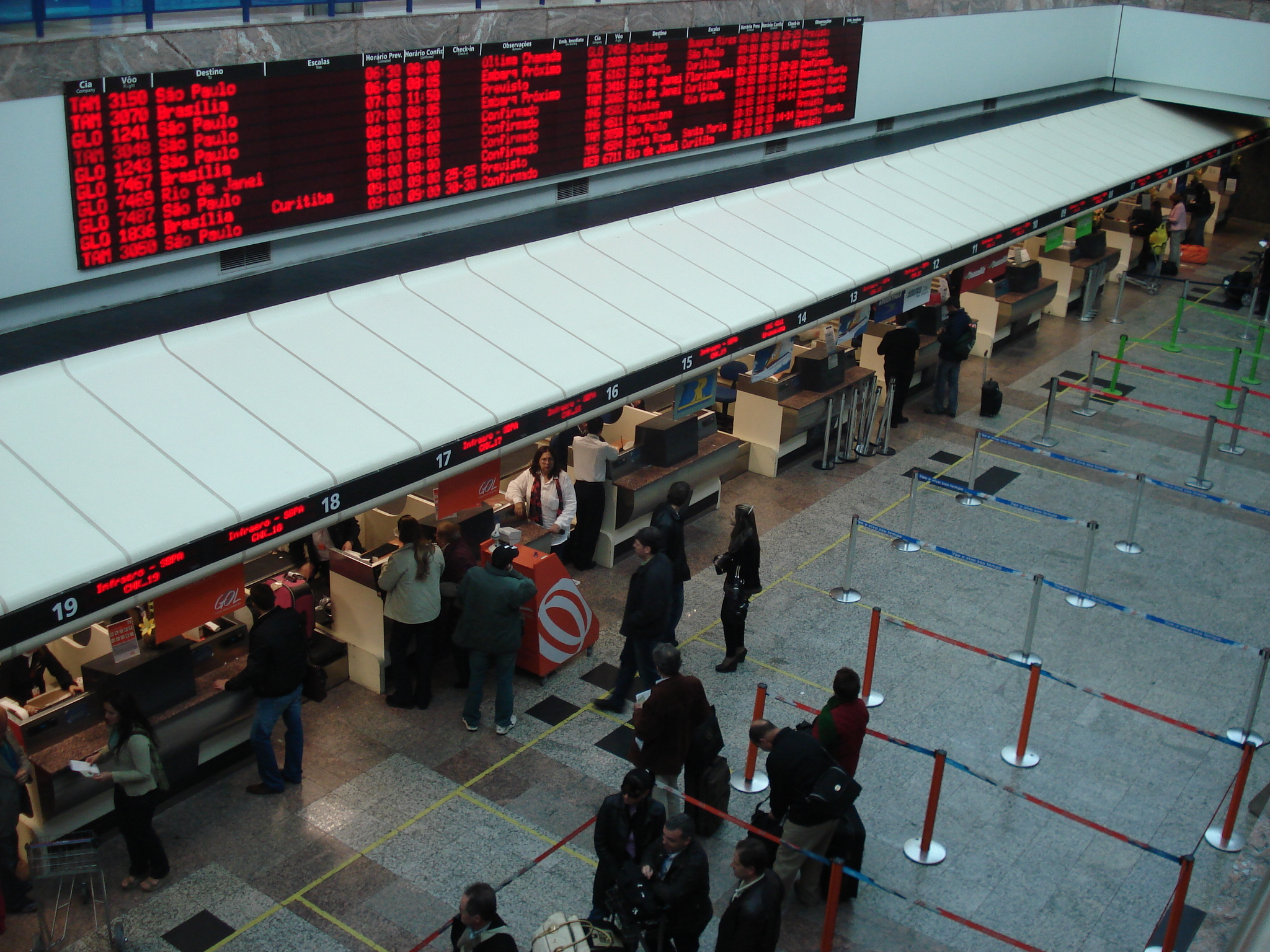
Стойка регистрации на рейс
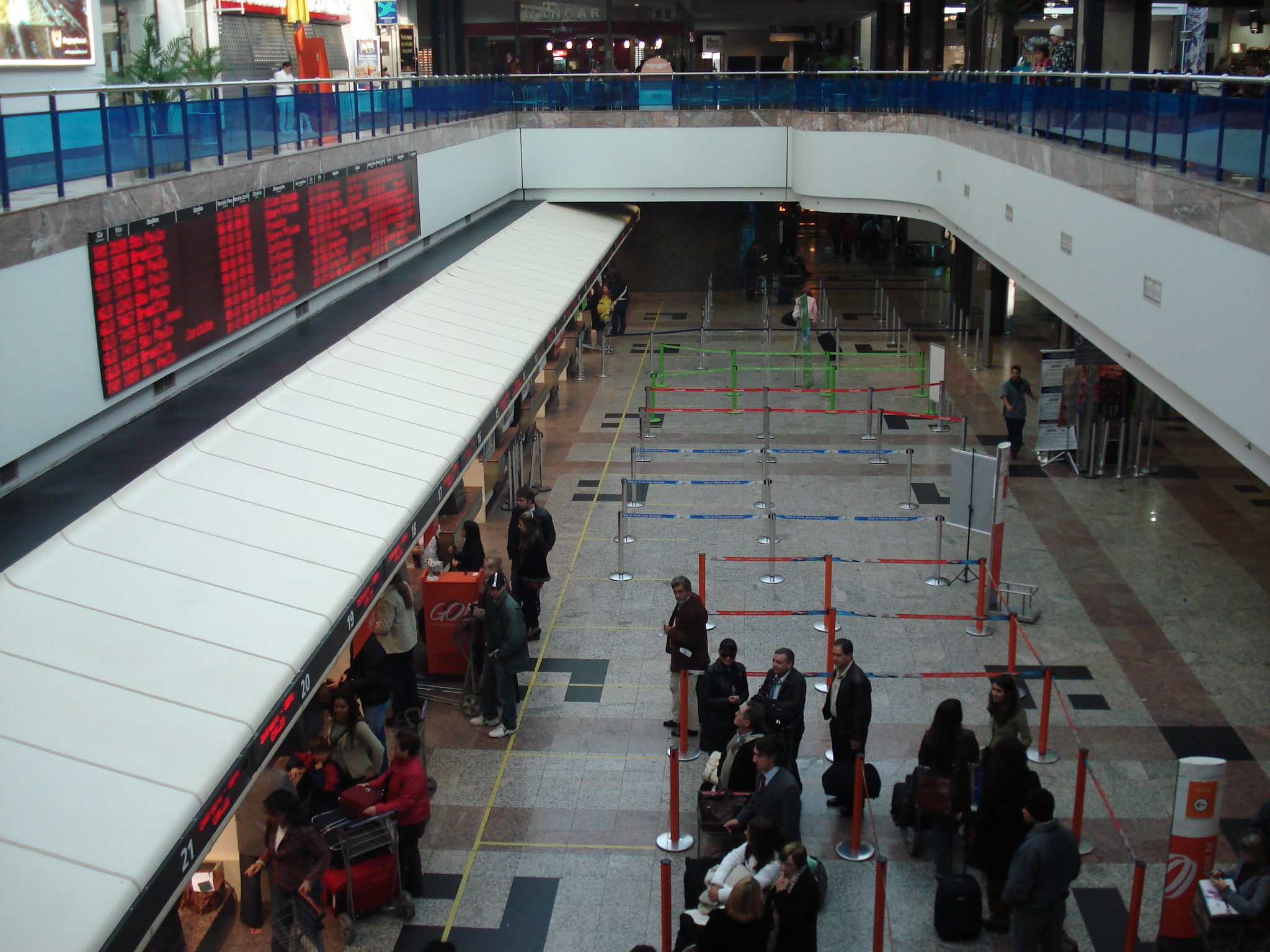
Стойка регистрации на рейс
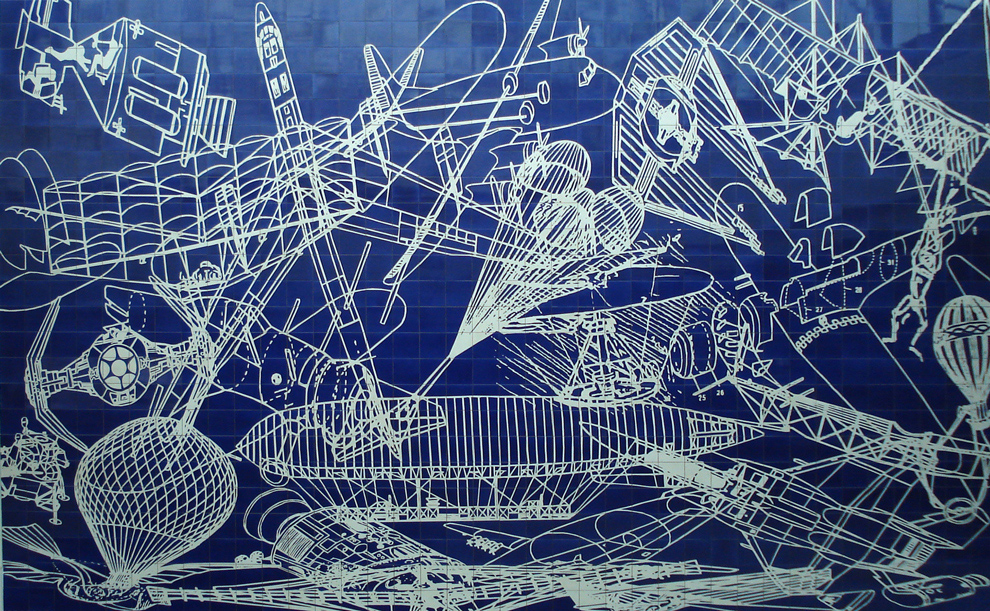
Ex Orbis, 2001. Работа бразильской художницы Режины Силвейры о истории авиации